# Лебен
Лебен, інакше Лабан (laban, liben, lben // ⓘ (араб. لبن)) на Близькому Сході та в Північній Африці   відноситься до їжі або напоїв із ферментованого молока. Як правило, існує два основних продукти, відомі як leben: варіант йогурту для регіону Левант і варіант пахти для деяких частин Аравії та Північної Африки (Магреб). Лебен можна подавати на сніданок, обід або вечерю.

## Інтернет-ресурси
- Вікісховище має мультимедійні дані за темою: Лебен